# ليزلي كارون
ليزلي كارون (بالفرنسية: Leslie Caron )‏ (و. 1931  م) هي ممثلة، وممثلة أفلام، وراقصة باليه، من فرنسا، ولدت في بولون-بيانكور.

## جوائز وترشيحات
حصلت على جوائز منها:
- جائزة الإيمي برايم تايم.

ترشحت لـ:
- جائزة الأوسكار لأفضل ممثلة، عن عمل: ليلي (1953)
- جائزة الأوسكار لأفضل ممثلة، عن عمل: The L-Shaped Room [الإنجليزية]‏.

## وصلات خارجية
- ليزلي كارون على موقع IMDb (الإنجليزية)
- ليزلي كارون على موقع الموسوعة البريطانية (الإنجليزية)
- ليزلي كارون على موقع روتن توميتوز (الإنجليزية)
- ليزلي كارون على موقع مونزينجر (الألمانية)
- ليزلي كارون على موقع ألو سيني (الفرنسية)
- ليزلي كارون على موقع ميوزك برينز (الإنجليزية)
- ليزلي كارون على موقع تيرنر كلاسيك موفيز (الإنجليزية)
- ليزلي كارون على موقع أول موفي (الإنجليزية)
- ليزلي كارون على موقع قاعدة بيانات الأفلام السويدية (السويدية)
- ليزلي كارون على موقع إن إن دي بي (الإنجليزية)